# Drwinia
Drwinia è un comune rurale polacco del distretto di Bochnia, nel voivodato della Piccola Polonia.
Ricopre una superficie di 108,81 km² e nel 2004 contava 6 282 abitanti.